# I Saw Mommy Kissing Santa Claus
I Saw Mommy Kissing Santa Claus ist ein Weihnachtslied, geschrieben von Tommie Connor und gesungen vom 13-jährigen Jimmy Boyd, das Ende November 1952 das erste Mal als Single veröffentlicht wurde. Die B-Seite enthielt das Lied Thumbelina, eine Coverversion des gleichnamigen Liedes von Frank Loesser aus dem Filmmusical Hans Christian Andersen. Laut der Datenbank Allmusic wurden seit der Erstveröffentlichung Platten im zweistelligen Millionenbereich verkauft. Laut dem Magazin Time machte das Lied Boyd über Nacht quasi zu einer nationalen Größe im Musikgeschäft („something of an overnight national musical figure“).
In I Saw Mommy Kissing Santa Claus schleicht ein Kind am Heiligen Abend die Treppe hinunter und sieht, wie sich dessen Mutter und der Weihnachtsmann küssen.

## Entstehung
Zur Entstehung des Liedes gibt es verschiedene Varianten. Laut Stories behind the greatest hits of Christmas kam Connor durch eine humorvolle Werbung der Kaufhauskette Neiman Marcus in einem Magazin auf die Frage Was würden Kinder denken, wenn sie ihre Mutter und ihren als Weihnachtsmann verkleideten Vater küssen sähen? Für Connor war das die perfekte Mischung aus Tradition, Missverständnis und Unartigkeit. Um I Saw Mommy Kissing Santa Claus nicht zu verrucht zu machen, entschied er sich für ein Kind als Erzähler.
Anderen Quellen zufolge war I Saw Mommy Kissing Santa Claus ein Auftrag der Kaufhauskette Saks Fifth Avenue als Werbung für deren jährliche Weihnachtskarte. 1952 zeigt diese ein Kind, das – vom Weihnachtsmann auf dem Arm gehalten – entsetzt beobachtet, wie dieser die Mutter des Kindes küsst. Die Illustration der Karte stammt von Perry Barlow (1892–1977) und wurde bereits am 23. Dezember 1939 als Titelseite für das Magazin The New Yorker verwendet.
Columbia Records’ CEO Mitch Miller war von der Demoaufnahme überzeugt und wählte den 13-jährigen Jimmy Boyd als Sänger aus, der im selben Jahr bei Columbia schon mit God’s Little Candles erfolgreich war. Miller wollte einen unbearbeiteten, fast unprofessionellen Sound, daher wurde nicht viel Zeit in die Nachbearbeitung des Liedes gesteckt. I Saw Mommy Kissing Santa Claus wurde am 15. Juli 1952 in Los Angeles aufgenommen und von Norman Luboff begleitet.

## Veröffentlichung und Kontroversen
Ende November 1952 wurde I Saw Mommy Kissing Santa Claus als 7-Zoll-Single (mit 45 Umdrehungen pro Minute) bei Columbia Records mit der Katalognummer Columbia MJV 4-152 (1953: Columbia MJV 152) veröffentlicht. Das Lied wurde in Newsweek als der erste Weihnachtshit seit Rudolph, the Red-Nosed Reindeer bezeichnet.
In der ersten Woche nach der Veröffentlichung wurde I Saw Mommy Kissing Santa Claus vom Erzbistum Boston als unmoralisch verurteilt. Nikolaus von Myra würde durch das Lied als Ehebrecher dargestellt und die Verbindung von Sex und Weihnachten sei eine schlechte Botschaft für Kinder. Weitere Gruppen der protestantischen und katholischen Kirchen schlossen sich dem Protest an. Dadurch wurde das Lied in einigen US-amerikanischen Städten – darunter Boston – verboten. Auch WSAZ-TV und der dazugehörige Radiosender aus West Virginia verbannten das Lied. Um einen weitergehenden Boykott des Liedes zu verhindern, wurde Boyd vom Label nach Boston geflogen, um dem Erzbischof von Boston, Richard Cushing, die Pointe des Liedes zu erklären. So beschreibe das Lied keine Affäre, sondern lediglich einen Kuss zwischen einem Ehepaar, was von dem Kind missverstanden wird. Die Kirche nahm daraufhin die Einwände zurück.

## Charts und Chartplatzierungen
I Saw Mommy Kissing Santa Claus war in den USA zwei Wochen (27. Dezember 1952 bis 9. Januar 1953) an der Spitze der Billboard-Charts. Darüber hinaus bekam Boyd für die Single eine Goldene Schallplatte verliehen.
Ein Jahr später wurde das Lied international bekannt. In Großbritannien war die Single ab November 1953 sechs Wochen lang in den UK Top 12 und erreichte dort Platz 3. In Australien setzte sie sich drei Wochen lang an die Spitze der ARIA Charts (12. Dezember 1953 bis 1. Jänner 1954).
Zusätzlich brach I Saw Mommy Kissing Santa Claus Columbias Verkaufsrekorde: während eines Tages wurden 248.000 Platten verkauft, nach zehn Tagen waren es 700.000 und bis Weihnachten 1952 über eine Million.
Zu der Zeit war es üblich, die verkauften Platten eines Liedes künstlerübergreifend zu zählen, daraus entstanden die Cashbox-Charts. Das Lied führte zwei Wochen lang (10. bis 16. Januar 1953) die Cashbox-Charts an. Innerhalb von zehn Wochen wurden zwei Millionen Platten verkauft – wobei Boyds Single davon die Hälfte ausmachte – und nach einem Jahr zwischen 2,5 und drei Millionen.
Jimmy Boyd selbst war vom Erfolg überrascht, er mochte das Lied, aber er konnte sich nicht vorstellen, dass es jemand kaufen würde.

### Jimmy Boyd
| Periode   | Höchstplatzierung, GesamtwochenChartplatzierungen (Periode, Platzierungen, Wochen) | Höchstplatzierung, GesamtwochenChartplatzierungen (Periode, Platzierungen, Wochen) |
| Periode   | UK                                                                                 | US                                                                                 |
| --------- | ---------------------------------------------------------------------------------- | ---------------------------------------------------------------------------------- |
| 1952/53   | —                                                                                  | US1 (5 Wo.)US                                                                      |
| 1953/54   | UK3 (6 Wo.)UK                                                                      | —                                                                                  |
| Insgesamt | UK3 (6 Wo.)UK                                                                      | US1 (5 Wo.)US                                                                      |

### Version von Spike Jones
| Periode   | Höchstplatzierung, GesamtwochenChartsChartplatzierungen (Periode, Platzierungen, Wochen) |
| Periode   | US                                                                                       |
| --------- | ---------------------------------------------------------------------------------------- |
| 1952/53   | US7 (3 Wo.)US                                                                            |
| Insgesamt | US7 (3 Wo.)US                                                                            |

### Version von Beverley Sisters
| Periode   | Höchstplatzierung, GesamtwochenChartsChartplatzierungen (Periode, Platzierungen, Wochen) |
| Periode   | UK                                                                                       |
| --------- | ---------------------------------------------------------------------------------------- |
| 1953/54   | UK6 (5 Wo.)UK                                                                            |
| Insgesamt | UK6 (5 Wo.)UK                                                                            |

### Version von Billy Cotton and his Band
| Periode   | Höchstplatzierung, GesamtwochenChartsChartplatzierungen (Periode, Platzierungen, Wochen) |
| Periode   | UK                                                                                       |
| --------- | ---------------------------------------------------------------------------------------- |
| 1953/54   | UK11 (3 Wo.)UK                                                                           |
| Insgesamt | UK11 (3 Wo.)UK                                                                           |

### Version von Michael Jackson / The Jackson Five
| Periode   | Höchstplatzierung, GesamtwochenChartplatzierungen (Periode, Platzierungen, Wochen) | Höchstplatzierung, GesamtwochenChartplatzierungen (Periode, Platzierungen, Wochen) | Höchstplatzierung, GesamtwochenChartplatzierungen (Periode, Platzierungen, Wochen) |
| Periode   | CH                                                                                 | UK                                                                                 | US                                                                                 |
| --------- | ---------------------------------------------------------------------------------- | ---------------------------------------------------------------------------------- | ---------------------------------------------------------------------------------- |
| 1987/88   | —                                                                                  | UK91 (4 Wo.)UK                                                                     | —                                                                                  |
|           |                                                                                    |                                                                                    |                                                                                    |
|           |                                                                                    |                                                                                    |                                                                                    |
| 2019/20   | CH100 (1 Wo.)CH                                                                    | —                                                                                  | —                                                                                  |
|           |                                                                                    |                                                                                    |                                                                                    |
|           |                                                                                    |                                                                                    |                                                                                    |
| 2023/24   | —                                                                                  | UK84 (1 Wo.)UK                                                                     | US43 (1 Wo.)US                                                                     |
| Insgesamt | CH100 (1 Wo.)CH                                                                    | UK84 (5 Wo.)UK                                                                     | US43 (1 Wo.)US                                                                     |

## Coverversionen
Als der Erfolg von I Saw Mommy Kissing Santa Claus absehbar war, entstanden Coverversionen konkurrierender Labels. Noch im selben Jahr wurden Lieder von RCA Victor mit Spike Jones (Platz 4 der Billboard-Charts), von Capitol Records mit Molly Bee (Platz 19 der Billboard-Charts) und von MGM Records mit Betty Clark veröffentlicht. Weihnachten 1953 waren gemeinsam mit Boyds Hit zwei Coverversionen in den britischen Top 12: Beverly Sisters (Platz 6) und Billy Cotton (Platz 11).
1963 nahm die Girlgroup The Ronettes das Lied für Phil Spectors Weihnachts-LP auf, ebenso veröffentlichten The Jackson 5 1970 ihre Version des Titels auf dem Album Jackson 5 Christmas Album. Australien war das einzige Land, in dem es als Single veröffentlicht wurde; es erhielt dort eine Goldene Schallplatte.
Weitere Coverversionen gab es etwa von folgenden Künstlern:
- 1953: Perry Como
- 1960: Jimmy Charles
- 1994: John Prine
- 2004: Rin'

Wenigstens 26 Jazzversionen wurden veröffentlicht: Bereits im Dezember 1952 spielte Freddie Kohlman den Titel ein. Auf ihren Weihnachts-Jazzplatten nahmen sich etwa Jimmy McGriff, Bill Evans oder Oliver Lake I Saw Mommy Kissing Santa Claus an.
Eine eher soulige Version des Songs trug Amy Winehouse während einer Fernsehshow vor. Diese Aufnahme wurde 2008 auf einem niederländischen Sampler veröffentlicht und ist das einzige Weihnachtslied im Nachlass von Amy Winehouse.
2015 veröffentlichte der deutsch-französische Ska- und Reggae-Künstler Dr. Ring-Ding eine Jive/Ska-Version auf dem Album "Once A Year".